# Henry Medwall
Henry Medwall, né en 1462 et mort au début du XVIe siècle, homme d'Église et notaire public anglais, est le premier dramaturge de langue anglaise connu.

## Éléments biographiques
Henry Medwall, originaire de Southwark, né en 1462, fait ses études au collège d'Eton à partir de 1475, à l'âge de 13 ans ; il est admis au King's College à Cambridge en 1480, et le quitte en 1483. Il est diplômé en droit ; de 1489 à 1500, il est au service comme notaire public du cardinal John Morton, archevêque de Cantorbéry en 1486 et lord grand chancelier du roi Henri VII en 1487, dans sa résidence londonienne à Lambeth Palace, jusqu'à la mort de ce dernier en 1500.
Medwall reçoit les ordres mineurs en 1490 ; en 1492, il est indiqué comme ayant un bénéfice à Balinghem dans le Calaisis, alors sous autorité anglaise, mais ne semble pas avoir quitté Londres.
Il disparaît des sources après le 26 juillet 1501.

## Œuvres
Il est l'auteur de deux pièces de théâtre :
- une comédie, Fulgens and Lucres (Fulgens et Lucrèce) : elle met en scène Lucrèce, fille du sénateur romain Fulgens, qui doit choisir entre deux prétendants : un patricien, Publius Cornelius, et un plébéien, Gaius Flaminius. La pièce utilise la forme rhétorique du débat : les deux prétendants plaident chacun leur cause devant Lucrèce ; celle-ci, malgré les charmes superficiels, la richesse et la noblesse de Publius, choisit finalement Gaius Flaminius, de modeste extraction mais bon gestionnaire, dévoué à son pays, témoignant d'un vrai amour pour la jeune fille et qui démontre ainsi une vraie noblesse[5],[4]. Une intrigue secondaire comique met en scène les serviteurs respectifs de Cornelius et de Gaius qui essaient de gagner l'amour de Joan, la servante de Lucrèce. La pièce a vraisemblablement été représentée pour la première fois à la cour d'Angleterre lors des fêtes de Noël 1496-1497[6]. La pièce est imprimée au début du XVIe siècle sous le titre Here is conteyned a godely interlude of Fulgens Cenatoure of Rome. Lucres his doughter. Gayus flaminius. and Publius. Cornelius. of the disputacyon of noblenes... by mayster Henry Medwall ; l'édition est attribuée à John Rastell à Londres et datée de 1512[7].
- une moralité de 1412 vers qui a pour titre Nature a été écrite vers 1490 ; elle a pour sujet le voyage de l’Homme vers le salut. Elle commence par un monologue de dame Nature qui décrit et loue l’ordre de l’univers, puis enjoint à l’Homme qui, accompagné de sa nourrice Innocence, va entamer son voyage dans le Monde, d’obéir à Raison et de dominer Sensualité[8].

## Éditions
- The plays of Henry Medwall. Edited by Alan H. Nelson, Cambridge, D. S. Brewer ; Totowa, Rowman and Littlefield, 1980 (collection : Tudor interludes ; 2), 237 p.  (ISBN 0-8476-6243-8).